# Teinobasis bradleyi
Teinobasis bradleyi är en trollsländeart som beskrevs av Douglas E. Kimmins 1957. Teinobasis bradleyi ingår i släktet Teinobasis och familjen dammflicksländor. Inga underarter finns listade i Catalogue of Life.